# Jean-Dominique de La Rochefoucauld
Pour les articles homonymes, voir La Rochefoucauld.
Jean-Dominique de La Rochefoucauld, né le 30 juin 1931 à Paris 16e et mort à Paris 14e le 2 février 2011 , est un scénariste et réalisateur français de télévision.
Il a collaboré notamment à l’œuvre télévisé de Roberto Rossellini et à celle de Maurice Failevic.

## Biographie
Le comte Jean-Dominique Marie Henri de La Rochefoucauld est issu de la branche des ducs de La Roche-Guyon de la Maison de La Rochefoucauld. Il est le fils du comte Jacques de La Rochefoucauld (1897-1981)  et de Jacqueline de Cassagnes de Beaufort de Miramon (1902-1966). Il a cinq frères et sœurs.
Il est membre du Parti communiste.
Sans postérité de sa première union, il a trois filles de sa deuxième épouse, la productrice Michelle Podroznik : Sophie, Claire et Sylvie.
Jean-Dominique de La Rochefoucauld meurt le 2 février 2011 à l’âge de 79 ans dans le quatorzième arrondissement de Paris.

## Filmographie
Scénariste
- 1966 : La Prise de pouvoir par Louis XIV de Roberto Rossellini
- 1969 : Les Actes des Apôtres de Roberto Rossellini
- 1970 : Socrate de Roberto Rossellini
- 1971 : Blaise Pascal de Roberto Rossellini
- 1972 : Augustin d’Hippone de Roberto Rossellini (dialogues)
- 1972 : Mandrin de Philippe Fourastié
- 1972 : Léonard de Vinci de Renato Castellani
- 1975 : Les Exilés de Guy Lessertisseur (d’après James Joyce)
- 1978 : 1788 de Maurice Failevic
- 1979 : Charles Clément, canut de Lyon, téléfilm  de Roger Kahane (auteur et scénariste)
- 1981 : Le Cheval-vapeur de Maurice Failevic
- 1982 : Marcheloup de Roger Pigaut
- 1997 et 1998 : PJ (7 épisodes)

Réalisateur
- 1983 : Richelieu ou la journée des dupes, prix XVIIe siècle en 1990
- 1984 : L'An Mil
- 1988 : Liberté, libertés
- 1992 : Taxi Girl (également scénariste)
- 1992 : Le Faux Nez
- 1996 : Le Président et la garde barrière
- 2003 : La Faux (également scénariste)
- 2005 : Rosalie s'en va